# Partecipanti alla Eschborn-Francoforte 2021
Elenco dei partecipanti all'Eschborn-Francoforte 2021.
L'Eschborn-Francoforte 2021 è stata la cinquantottesima edizione della corsa. Alla competizione presero parte 20 squadre: 13 con licenza UCI World Tour 2021 e 7 UCI ProTeam.
Accreditati alla partenza 139 ciclisti.

## Corridori per squadra
Nota: R ritirato, NP non partito, FT fuori tempo, SQ squalificato
| Bora-Hansgrohe           | Bora-Hansgrohe           | Bora-Hansgrohe           | Lotto Soudal                       | Lotto Soudal                       | Lotto Soudal                       | UAE Team Emirates      | UAE Team Emirates      | UAE Team Emirates      |
| ------------------------ | ------------------------ | ------------------------ | ---------------------------------- | ---------------------------------- | ---------------------------------- | ---------------------- | ---------------------- | ---------------------- |
| N°                       | Ciclista                 | Clas.                    | N°                                 | Ciclista                           | Clas.                              | N°                     | Ciclista               | Clas.                  |
| 1                        | Pascal Ackermann         | 5°                       | 11                                 | John Degenkolb                     | 2°                                 | 21                     | Alexander Kristoff     | 3°                     |
| 2                        | Cesare Benedetti         | 70°                      | 12                                 | Philippe Gilbert                   | 34°                                | 22                     | Sven Erik Bystrøm      | 54°                    |
| 3                        | Emanuel Buchmann         | R                        | 13                                 | Matthew Holmes                     | R                                  | 23                     | Vegard Stake Laengen   | 75°                    |
| 4                        | Matteo Fabbro            | 69°                      | 14                                 | Andreas Kron                       | 74°                                | 24                     | Juan Sebastián Molano  | R                      |
| 5                        | Patrick Konrad           | 57°                      | 15                                 | Maxim Van Gils                     | 72°                                | 25                     | Cristian Muñoz         | 47°                    |
| 6                        | Nils Politt              | 59°                      | 16                                 | Xandres Vervloesem                 | R                                  | 26                     | Rui Oliveira           | 32°                    |
| 7                        | Michael Schwarzmann      | R                        | 17                                 | Tim Wellens                        | 63°                                | 27                     | Maximiliano Richeze    | R                      |
| Bahrain Victorious       | Bahrain Victorious       | Bahrain Victorious       | Team BikeExchange                  | Team BikeExchange                  | Team BikeExchange                  | Jumbo-Visma            | Jumbo-Visma            | Jumbo-Visma            |
| N°                       | Ciclista                 | Clas.                    | N°                                 | Ciclista                           | Clas.                              | N°                     | Ciclista               | Clas.                  |
| 31                       | Phil Bauhaus             | R                        | 41                                 | Michael Matthews                   | 9°                                 | 51                     | Dylan Groenewegen      | R                      |
| 32                       | Marco Haller             | 36°                      | 42                                 | Luke Durbridge                     | 66°                                | 52                     | Pascal Eenkhoorn       | 62°                    |
| 33                       | Heinrich Haussler        | R                        | 43                                 | Lucas Hamilton                     | 81°                                | 53                     | Gijs Leemreize         | 60°                    |
| 34                       | Jonathan Milan           | R                        | 44                                 | Damien Howson                      | 77°                                | 54                     | Sam Oomen              | 38°                    |
| 35                       | Marcel Sieberg           | R                        | 45                                 | Luka Mezgec                        | 53°                                | 55                     | Christoph Pfingsten    | 45°                    |
| 36                       | Dylan Teuns              | 49°                      | 46                                 | Nick Schultz                       | 78°                                | 56                     | Mike Teunissen         | 8°                     |
| 37                       | Fred Wright              | 10°                      | 47                                 | Robert Stannard                    | 65°                                | 57                     | N. Van Hooydonck       | 55°                    |
| Israel Start-Up Nation   | Israel Start-Up Nation   | Israel Start-Up Nation   | Alpecin-Fenix                      | Alpecin-Fenix                      | Alpecin-Fenix                      | Trek-Segafredo         | Trek-Segafredo         | Trek-Segafredo         |
| N°                       | Ciclista                 | Clas.                    | N°                                 | Ciclista                           | Clas.                              | N°                     | Ciclista               | Clas.                  |
| 61                       | André Greipel            | R                        | 71                                 | Jasper Philipsen                   | 1°                                 | 81                     | Vincenzo Nibali        | 43°                    |
| 62                       | Sebastian Berwick        | R                        | 72                                 | Tobias Bayer                       | R                                  | 82                     | Julien Bernard         | 61°                    |
| 63                       | Alex Dowsett             | R                        | 73                                 | Silvan Dillier                     | 46°                                | 83                     | Gianluca Brambilla     | 23°                    |
| 64                       | Omer Goldstein           | 20°                      | 74                                 | Alexander Krieger                  | 40°                                | 84                     | Niklas Eg              | 22°                    |
| 65                       | Ben Hermans              | 27°                      | 75                                 | Alexandar Richardson               | 83°                                | 85                     | Antonio Nibali         | R                      |
| 66                       | Reto Hollenstein         | 35°                      | 76                                 | Scott Thwaites                     | R                                  | 86                     | Michel Ries            | 90°                    |
| 67                       | Rick Zabel               | R                        | 77                                 | Louis Vervaeke                     | 71°                                | 87                     | Antonio Tiberi         | 31°                    |
| Team DSM                 | Team DSM                 | Team DSM                 | Intermarché-Wanty-Gobert Matériaux | Intermarché-Wanty-Gobert Matériaux | Intermarché-Wanty-Gobert Matériaux | Uno-X Pro Cycling Team | Uno-X Pro Cycling Team | Uno-X Pro Cycling Team |
| N°                       | Ciclista                 | Clas.                    | N°                                 | Ciclista                           | Clas.                              | N°                     | Ciclista               | Clas.                  |
| 91                       | Søren Kragh Andersen     | R                        | 101                                | Odd Christian Eiking               | 33°                                | 111                    | Rasmus Tiller          | 89°                    |
| 92                       | Marco Brenner            | R                        | 102                                | Jonas Koch                         | R                                  | 112                    | Markus Hoelgaard       | 39°                    |
| 93                       | Nico Denz                | 29°                      | 103                                | Andrea Pasqualon                   | 4°                                 | 113                    | Morten Hulgaard        | 41°                    |
| 94                       | Nils Eekhoff             | 85°                      | 104                                | Simone Petilli                     | 65°                                | 114                    | Jacob Hindsgaul        | R                      |
| 95                       | Nicolas Roche            | 73°                      | 105                                | Lorenzo Rota                       | 19°                                | 115                    | Erik Resell            | R                      |
| 96                       | Florian Stork            | R                        | 106                                | Pieter Vanspeybrouck               | R                                  | 116                    | Anders Skaarseth       | 11°                    |
| 97                       | Kevin Vermaerke          | 37°                      | 107                                | Georg Zimmermann                   | 50°                                | 117                    | Torstein Træen         | 80°                    |
| AG2R Citroën Team        | AG2R Citroën Team        | AG2R Citroën Team        | Cofidis                            | Cofidis                            | Cofidis                            | Gazprom-RusVelo        | Gazprom-RusVelo        | Gazprom-RusVelo        |
| N°                       | Ciclista                 | Clas.                    | N°                                 | Ciclista                           | Clas.                              | N°                     | Ciclista               | Clas.                  |
| 121                      | Greg Van Avermaet        | 18°                      | 131                                | Christophe Laporte                 | 7°                                 | 141                    | Marco Canola           | 79°                    |
| 122                      | Clément Berthet          | 25°                      | 132                                | Piet Allegaert                     | 67°                                | 142                    | Sergej Černeckij       | 42°                    |
| 123                      | Jaakko Hänninen          | 44°                      | 133                                | Tom Bohli                          | R                                  | 143                    | Artëm Nyč              | 48°                    |
| 124                      | Nicolas Prodhomme        | 52°                      | 134                                | Thomas Champion                    | 58°                                | 144                    | Ivan Rovnyj            | R                      |
| 125                      | Michael Schär            | 30°                      | 135                                | Eddy Finé                          | 56°                                | 145                    | Christian Scaroni      | 68°                    |
| 126                      | Damien Touzé             | 17°                      | 136                                | Simon Geschke                      | 51°                                | 146                    | Evgenij Šalunov        | R                      |
| 127                      | Clément Venturini        | R                        | 137                                | Pierre-Luc Périchon                | 76°                                | 147                    | Simone Velasco         | 28°                    |
| B&B Hotels-KTM           | B&B Hotels-KTM           | B&B Hotels-KTM           | Team Arkéa-Samsic                  | Team Arkéa-Samsic                  | Team Arkéa-Samsic                  | Movistar Team          | Movistar Team          | Movistar Team          |
| N°                       | Ciclista                 | Clas.                    | N°                                 | Ciclista                           | Clas.                              | N°                     | Ciclista               | Clas.                  |
| 151                      | Bryan Coquard            | R                        | 161                                | Connor Swift                       | 13°                                | 171                    | Iván García Cortina    | 6°                     |
| 152                      | Maxime Chevalier         | 15°                      | 162                                | Thomas Boudat                      | R                                  | 172                    | Gabriel Cullaigh       | R                      |
| 153                      | Cyril Gautier            | 16°                      | 163                                | Maxime Bouet                       | 24°                                | 173                    | Juri Hollmann          | 84°                    |
| 154                      | Jonathan Hivert          | R                        | 164                                | Benjamin Declercq                  | R                                  | 174                    | Mathias Norsgaard      | 86°                    |
| 155                      | Quentin Pacher           | 21°                      | 165                                | Daniel McLay                       | R                                  | 175                    | Lluís Mas              | 26°                    |
| 156                      | Pierre Rolland           | R                        | 166                                | Diego Rosa                         | R                                  | 176                    | José Joaquín Rojas     | R                      |
| 157                      | Seb Schönberger          | 82°                      |                                    |                                    |                                    | 177                    | Gonzalo Serrano        | 64°                    |
| Sport Vlaanderen-Baloise | Sport Vlaanderen-Baloise | Sport Vlaanderen-Baloise | Bingoal Pauwels Sauces WB          | Bingoal Pauwels Sauces WB          | Bingoal Pauwels Sauces WB          |                        |                        |                        |
| N°                       | Ciclista                 | Clas.                    | N°                                 | Ciclista                           | Clas.                              |                        |                        |                        |
| 181                      | Cédric Beullens          | 12°                      | 191                                | Jelle Vanendert                    | R                                  |                        |                        |                        |
| 182                      | Sander De Pestel         | R                        | 192                                | Stanisław Aniołkowski              | 88°                                |                        |                        |                        |
| 183                      | Lindsay De Vylder        | R                        | 193                                | Sean De Bie                        | R                                  |                        |                        |                        |
| 184                      | Julian Mertens           | R                        | 194                                | Arjen Livyns                       | 87°                                |                        |                        |                        |
| 185                      | Thomas Sprengers         | R                        | 195                                | Milan Menten                       | R                                  |                        |                        |                        |
| 186                      | Aaron Van Poucke         | 14°                      | 196                                | Laurenz Rex                        | R                                  |                        |                        |                        |
| 187                      | Thimo Willems            | R                        | 197                                | Boris Vallée                       | R                                  |                        |                        |                        |